# Cyathostegia weberbaueri
Cyathostegia weberbaueri là một loài thực vật có hoa trong họ Đậu. Loài này được (Harms) Schery miêu tả khoa học đầu tiên.